# Carmen Conde
Pour les articles homonymes, voir Conde.
 (décembre 2024).
Carmen Conde Abellán (née le 15 août 1907 à Carthagène et morte le 8 janvier 1996 à Majadahonda) est une poétesse, écrivaine, dramaturge, essayiste et enseignante espagnole. 
Elle figure parmi les membres les plus éminents du mouvement de la Génération de 27. En 1931, elle fonde avec son mari Antonio Oliver Belmás la première université libre de Carthagène. Elle est également la première femme à devenir académicienne titulaire de l'Académie royale espagnole en 1979.

## Biographie
Elle déménage à l'âge de six ans avec sa famille à Melilla, où elle vit jusqu'en 1920. Dans son ouvrage Empezando la vida, elle raconte cette période de sa vie. En 1923, elle commence à travailler pour la Société espagnole de construction navale. Un an plus tard, elle fait ses premières contributions journalistiques dans la presse locale. À 19 ans, elle commence un magistère à la Escuela Normal de Maestras de Murcie.
En 1927, elle rencontre le poète espagnol Antonio Oliver, avec qui elle a une relation. Elle participe à la rédaction d'articles de Ley: (entregas de capricho) et Obra en marcha: diario poético en 1928, deux magazines publiés by Juan Ramón Jiménez. En 1929, elle écrit son quatrième livre, Brocal, et finit l'année suivant son magistère à la Escuela Normal de Albacete. Le 5 décembre 1931, elle se marie avec Antonio ; ils fondent la même année l'université libre de Carthagène. En 1933, ils créent le magazine Presencia, organe de presse de l'institution. Carmen travaille également en tant qu'enseignante à la Escuela Nacional de Párvulos à El Retén.
En 1934, Carmen Conde publie Júbilos, dont la postface est écrite par Gabriela Mistral et illustré par Norah Borges. Elle et son mari continuent à publier des articles dans divers magazines nationaux. En 1936, elle entame une relation avec l'écrivaine Amanda Junquera Butler.
Lorsque la guerre d'Espagne éclate, son mari rejoint les troupes républicaines. Carmen le suit dans plusieurs villes andalouses, mais revient rapidement à Carthagène pour s'occuper de sa mère. La guerre civile les oblige à s'exiler en France et en Belgique. La guerre finie, son mari demeure isolé à Murcie chez sa sœur. Carmen s'installe à San Lorenzo de El Escorial chez des amis à elle, jusqu'en 1941. En 1941, elle déménage à Madrid, où elle vit jusqu'à la fin de ses jours. Son mari, Antonio Oliver, décède le 28 juillet 1968. 
Le 28 janvier 1979, elle est désignée membre titulaire de l'Académie royale espagnole, au siège « K ». Son discours d'investiture s'intitule Poesía ante el tiempo y la inmortalidad. Principalement connue comme poète, elle est également l'auteure de huit romans.
Elle passe la fin de sa vie, entre 1992 et 1996, dans une maison de retraite à Majadahonda, près de Madrid.

## Postérité
Elle est inhumée au cimetière Saint-Just de Madrid. Son testament indique que toutes ses œuvres sont léguées à la mairie de Carthagène, la ville qui l'a vu naître. 